# Georgia (carattere)

Comparazione di dimensione e spaziatura dei caratteri Georgia e Times New Roman

Georgia è un carattere tipografico con grazie transizionale progettato nel 1993 da Matthew Carter per Microsoft. È progettato per essere leggibile su uno schermo anche a piccole dimensioni, in parte grazie all'altezza della x, che è relativamente ampia. Il carattere è stato così denominato dai titoli presenti in un tabloid relativi al rinvenimento di teste di alieni nello stato americano della Georgia. Il nome del carattere Georgia è un marchio registrato da Microsoft.
Il carattere Georgia condivide molte somiglianze con il Times New Roman, sebbene il Georgia sia notevolmente più largo del Times alla stessa dimensione in punti e l'altezza del numero "6" sia più alta del resto del testo. I caratteri Times New Roman sono leggermente più stretti, con un maggior asse verticale. Se si compensano la differenza in dimensione e si trascurano le differenze in compressione e spaziatura le altre differenze sono minime. Ad un'ispezione superficiale per un novizio è difficile distinguere tra Georgia e Times New Roman. In generale le grazie del Georgia sono leggermente più larghe e con i tratti terminali più piatti e decisi.
Insieme al Hoefler Text e al FF Scala, è uno dei pochi caratteri ampiamente diffusi che ha le cifre “vecchio stile” (numeri maiuscoletti), che sono progettate per integrarsi nel testo minuscolo senza distorcere la sottostante struttura. Questo può portare ad avere problemi di visualizzazione nel testo tabulare, in quanto i caratteri in questione non sono monospaziati.
Georgia fa parte del pacchetto Web core fonts ed è preinstallato negli Apple Macintosh e nei computer Windows. È molto usato in alternativa al carattere con grazie Times New Roman.